# Последний человек (Ницше)
Последний человек (нем. der letzte Mensch) ― термин, введённый философом Фридрихом Ницше в его работе «Так говорил Заратустра». Понятие описывает антипод воображаемого высшего существа, который зовётся сверхчеловеком, и чьё скорое появление возвещает Заратустра. Последний человек устал от жизни, отвергает риск и ищет только лишь комфорт и безопасность.
Образ последнего человека наиболее полно представлен в прологе «Заратустры». Согласно Ницше, путь к состоянию, в котором находится последний человек ― это цель, которую, по всей видимости, поставила перед собой Западная цивилизация. Заратустра, по сюжету произведения, произносит перед народом проповедь, в которой пытается привести людей к принятию сверхчеловека как цели человеческого рода. Не найдя понимания, он ставит перед ними цель настолько противную, что, как он предполагает, она должна вызвать у них негодование.
По заявлениям Ницше, последний человек появится только в том случае, если человечество вырастит апатичную личность или общество, утратившую способности мечтать, стремиться к цели, и вовсе не желающую рисковать, вместо этого просто зарабатывая себе на долгую, скучную жизнь и «согреваясь».
Последний человек ― конформист. В обществе последних людей нет больше различий между правителем и подданными, сильными и слабыми, выдающимися и посредственными. Социальные конфликты и проблемы сведены к минимуму. Каждый человек живёт одинаковой жизнью и пребывает в поверхностной гармонии. Оригинальные, цветущие общественные тенденции и идеи отсутствуют. Индивидуальность и творчество подавляются. «Земля стала маленькой, и по ней прыгает последний человек, делающий все маленьким. Его род неистребим, как земляная блоха; последний человек живет дольше всех».
Общество последних людей находится в оппозиции к ницшеанской идее воли к власти, главной движущей силы, которая находится в основе человеческой природы и всего многообразия жизни во всей Вселенной.
Появление последнего человека, как предсказывал Ницше, будет одним из ответов на нигилизм. Но все последствия смерти Бога ещё не проявились в полной мере: «само событие слишком велико, слишком далеко, слишком отдалённо по отношению к возможностям для понимания у масс. Даже весть о нём не может считаться до сих пор дошедшей».

## Цитаты
Цитаты по поводу концепции «последнего человека» Ницше:
Я называю себя последним философом, потому что я последний человек. Никто не говорит со мной, как я сам, и мой голос доносится до меня, как голос умирающего.
-
Противоположностью сверхчеловека [Übermensch] является последний человек: Я создал его одновременно с ним. Все сверхчеловеческое представляется человеку болезнью и безумием. Надо быть морем, чтобы поглотить грязный поток и не запачкаться.
-
Ибо так обстоят дела: умаление и унижение европейского человека представляет для нас величайшую опасность, ибо вид его утомляет нас. Мы не видим сегодня ничего, что хотело бы стать больше, мы подозреваем, что дела будут продолжать ухудшаться, вниз, стать тоньше, добродушнее, благоразумнее, комфортнее, посредственнее, равнодушнее, более китайцем, более христианином — нет сомнения, что человек все время становится «лучше».
— «К генеалогии морали»
Всё вокруг них разлагается и производит разложение, так что ничто не просуществует до послезавтра, кроме одного вида людей, неизлечимо посредственных. Только у посредственных людей есть перспектива продолжения и размножения — они будут людьми будущего, единственными выжившими.

— «По ту сторону добра и зла»